# Daniil Aldoškin
Daniil Alexejevič Aldoškin (rusky Даниил Алексеевич Алдошкин; * 19. června 2001 Kolomna, Rusko) je ruský rychlobruslař.
Od roku 2018 závodil ve Světovém poháru juniorů, tehdy se také poprvé představil na juniorském světovém šampionátu. V prosinci 2019 debutoval v seniorském Světovém poháru, nicméně mezi dospělými začal na mezinárodní úrovni pravidelně nastupovat až v lednu 2021, kdy startoval na Mistrovství Evropy, ve Světovém poháru a v únoru také na Mistrovství světa na jednotlivých tratích. Na Zimních olympijských hrách 2022 získal stříbrnou medaili ve stíhacím závodě družstev, dále byl pátý v závodě s hromadným startem a čtrnáctý na trati 1500 m.